# Михайловка (Лебединский район)
Михайловка (укр. Михайлівка) — село,
Михайловский сельский совет,
Лебединский район,
Сумская область,
Украина.

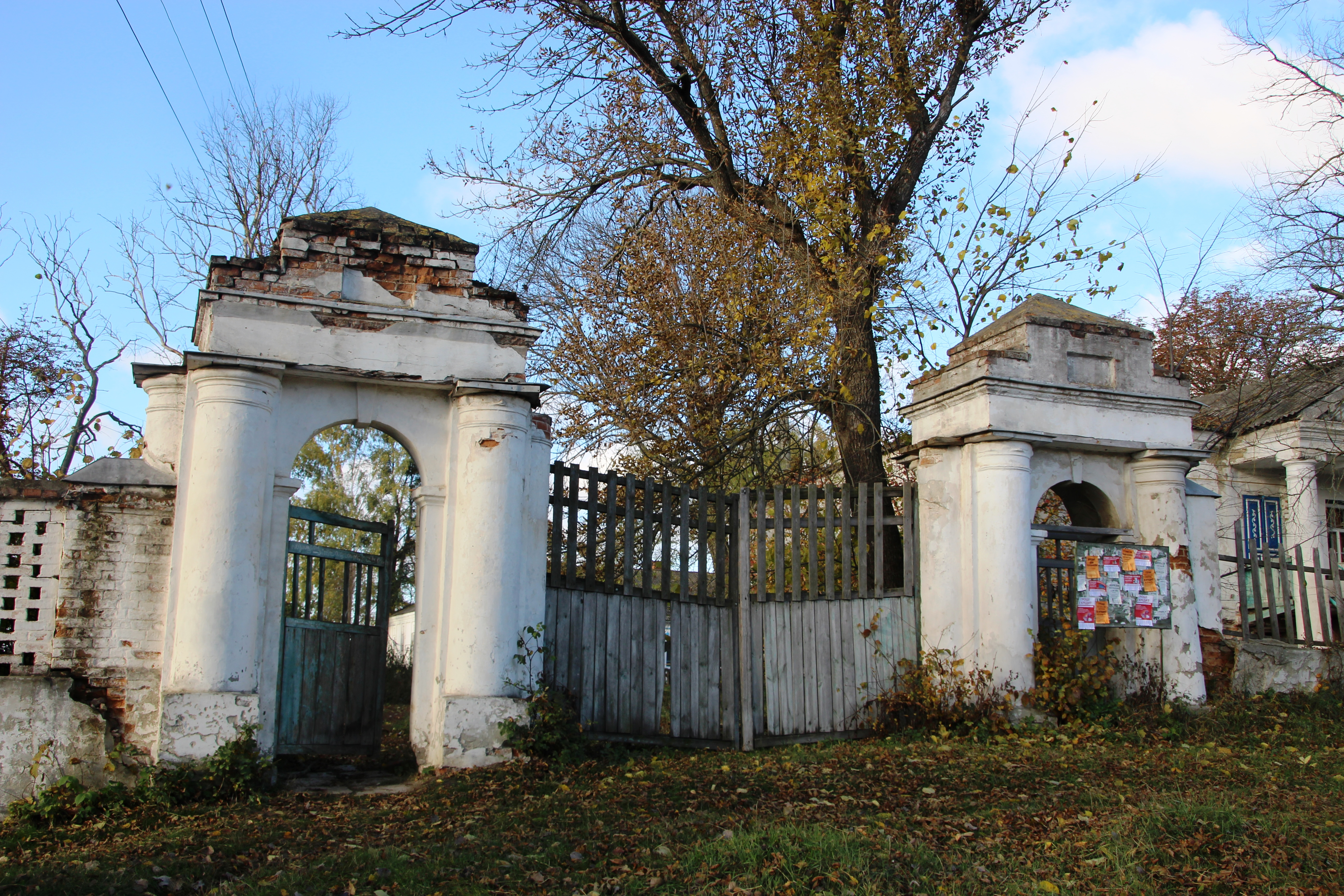
Ворота усадьбы Капнистов

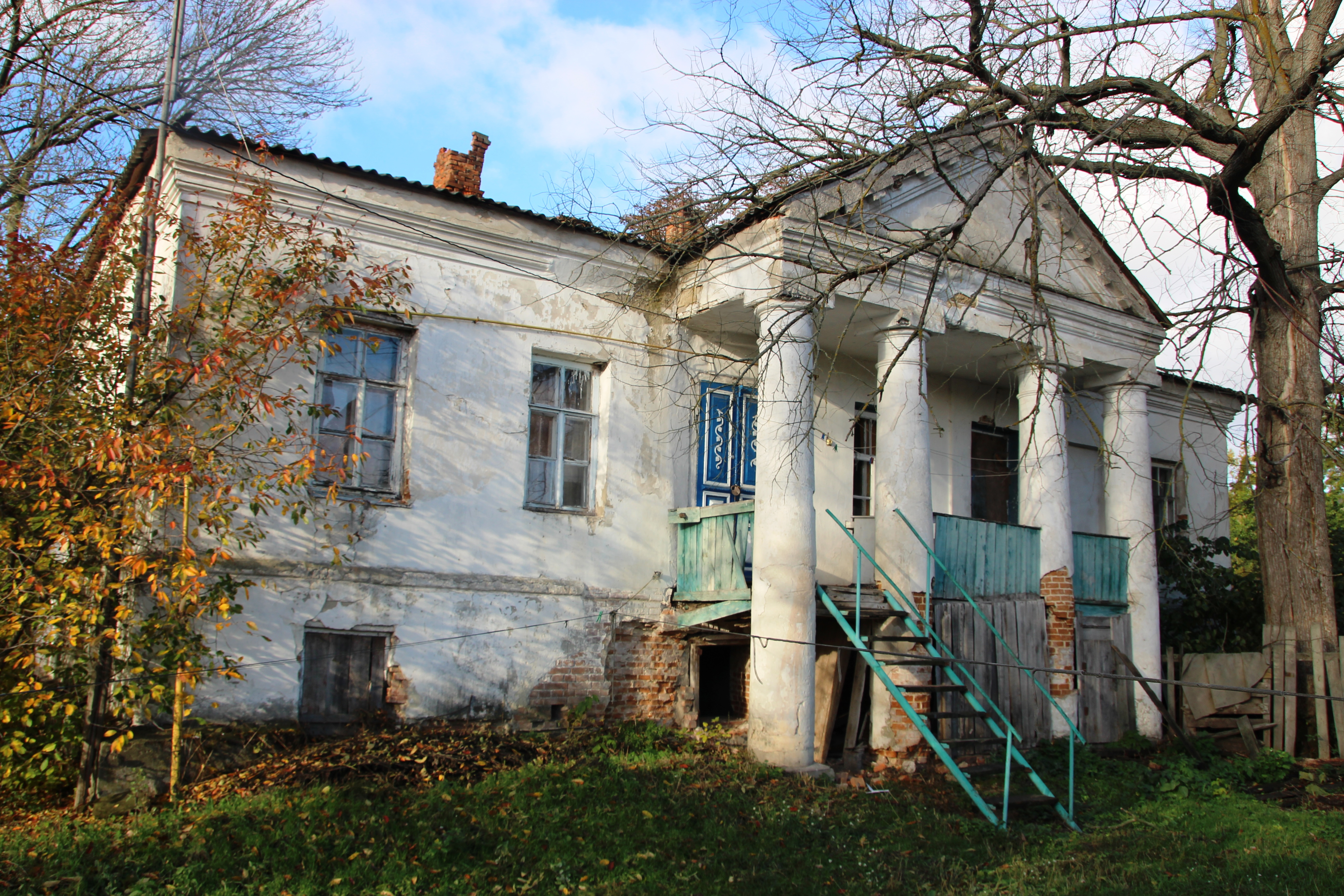
Флигель усадьбы Капнистов

Код КОАТУУ — 5922986501. Население по переписи 2001 года составляло 1188 человек.
Является административным центром Михайловского сельского совета, в который, кроме того, входят сёла
Байрак,
Кринички,
Парфилы,
Степное,
Шумилы
и посёлок Першотравневое.

## Географическое положение
Село Михайловка находится на правом берегу реки Псёл,
выше по течению на расстоянии в 1,5 км расположено село Межирич,
ниже по течению на расстоянии в 3,5 км расположено село Курган,
на противоположном берегу — село Кулики.
Река в этом месте извилистая, образует лиманы, старицы и заболоченные озёра.
Через село проходит автомобильная дорога Т-1918.

## История
- Село Михайловка основано в 1675 году.

## Экономика
- Племзавод «Михайловка».

## Объекты социальной сферы
- Детский сад.
- Школа.
- Дом культуры.

## Достопримечательности
- Усадьба графов Капнистов.

## Религия
- Храм в честь Рождества Пресвятой Богородицы (разрушен).

## Известные люди
- Дрикалович, Николай Николаевич — Герой Советского Союза, родился в Михайловке.
- Гец, Мария Игнатьевна (1915 — ?) — Герой Социалистического Труда.
- Капнист Василий Алексеевич (1838 — 17.05.1910) — граф, тайный советник, гофмаршал, похоронен в селе Михайловка.
- Шумилов Иван Петрович (1919—1987) — Герой Советского Союза, родился в селе Михайловка.